# Американський ніндзя 4: Повне знищення
Американський ніндзя 4: Повне знищення (англ. American Ninja 4: The Annihilation) — бойовик.

## Сюжет
Колишній полковник, садист і вбивця, тренує терористів і ніндзя для шейха з якоїсь арабської держави, який задумав підірвати Нью-Йорк за допомогою виготовленої в таємній лабораторії мініатюрної атомної бомби. Команда підрозділу «Дельта», послана знищити лиходіїв, зазнала поразки, а ті що залишилися в живих стали заручниками. Поліцейського-ніндзю разом з напарником посилають із завданням знешкодити маніяків. У найважчий момент до наших героїв приєднається найперший і головний американський ніндзя. Разом вони розносять на шматки цілу армію ніндзя і інших бандитів.

## У ролях
- Майкл Дудікофф — Джо Армстронг
- Девід Бредлі — Шон Девідсон
- Джеймс Бут — Малгрю
- Дуейн Александр — Брекстон
- Кен Гампу — доктор Тамба
- Робін Стілл — Сара
- Франц Добровскі — Орейлі
- Рон Смержак — Максуд
- Кілі МакКланг — супер ніндзя / загін Дельта
- Джоді Абрахамс — Панго
- Ентоні Фріджон — Фредді / Тріббл
- Девід Шервуд — Гевін
- Шон Келлі — Норіс
- Джемі Бартлетт — Сігал
- Діон Стюардсон — загін Дельта
- Девід Рііс — загін Дельта
- Крейг Гінсберг — загін Дельта
- Брайан Мабелане — загін Дельта
- Боб Неколс — загін Дельта
- Джон Пастернак — Карлос
- Робін Сміт — Шультц
- Кріс Оллі — Пвг
- Філліп Ван дер Бійл — Ігор
- Ісаак Мевімбелла — Абдул
- Тед Ле Пла — Джон Еф
- Сет Селохо — президент Бендера
- Манкаба Мабазана — дівчина
- Капітан Мажара — пілот
- Накіді Рібане — Тіллі
- Джим Харріс — батько Тіллі
- Отець Халлінджер — Вікарій
- Тоні Дейлі — Дуейн Барнс
- Макс Гранау — ніндзя
- Гернот Хассенплуг — ніндзя
- Фолькер Вульф — ніндзя
- Томас Вітт — ніндзя
- Вейт Мартін — ніндзя
- Боб Ніколс — ніндзя
- Ентоні Фурі — гімнаст